# میدان جنگ برخط چندنفره

نمونه نقشه از یک سبک بازی MOBA است. «خطوط» زرد که حرکات در آن متمرکز شده است؛ نقطه آبی و قرمز «برج» دفاعی است که از خطوط دفاع می‌کند؛ دایره‌ها پایگاه‌های تیم و گوشه آبی و قرمز ساختمانی است که تخریب شدنش باعث پیروزی است.

عرصه نبرد برخط چندنفره (موبا) (به انگلیسی: Multiplayer Online Battle Arena) که با نام راهبرد هم‌زمان کُنِش نیز شناخته می‌شود، یک زیر-نوع از بازی‌های ویدئویی راهبردی است که به عنوان یک زیر سبک از استراتژی هم‌زمان نیز به‌شمار می‌رود و در آن بازیکن کنترل یک شخصیت در یک تیم را در دست دارد که در رقابت مقابل تیم دیگری از بازیکنان است. هدف از بین بردن ساختمان اصلی تیم مخالف با کمک واحدهایی است که توسط کامپیوتر کنترل می‌شود. شخصیت‌های بازیکن به‌طور معمول توانایی‌ها و امتیازهای مختلف دارند که طی یک بازی بهبود می‌یابند و به استراتژی کلی تیم کمک می‌کنند. بازی‌های موبا ترکیبی از ژانرهای بازی‌های کُنِشی، نقش‌آفرینی و استراتژی هم‌زمان هستند که در آن بازیکنان معمولاً ساختمان یا واحد نمی‌سازد.
این سبک تا حد زیادی با نقشهٔ «Aeon of Strife» در بازی استارکرافت شروع شد. که در آن چهار بازیکن هر کدام با کنترل یک واحد قدرتمند و با کمک نیروهای ضعیف کامپیوتری در برابر یک هوش مصنوعی کامپیوتر قوی تر قرار می‌گرفتند. دفاع از باستانیان یک نقشه بر اساس بازی Aeon of Strife برای وارکرفت ۳: پادشاهی آشوب و تخت یخ‌زده بود و یکی از اولین و مهم‌ترین عناوین در سبک خود و برای اولین بار یک موبا بود که مسابقات رسمی برگزار می‌کرد. به دنبال دفاع از باستانیان، دو بازی به نام‌های لیگ افسانه‌ها و قهرمانان Newerth ساخته شد و در نهایت، دوتا ۲ منتشر شد، و همچنین بسیاری از بازی‌های دیگر در این ژانر مانند قهرمانان طوفان ساخته شد. اوایل دهه ۲۰۱۰ (میلادی)، این ژانر یک جزء اصلی از صحنهٔ نوظهور ورزش‌های الکترونیک شد.

## تاریخچه

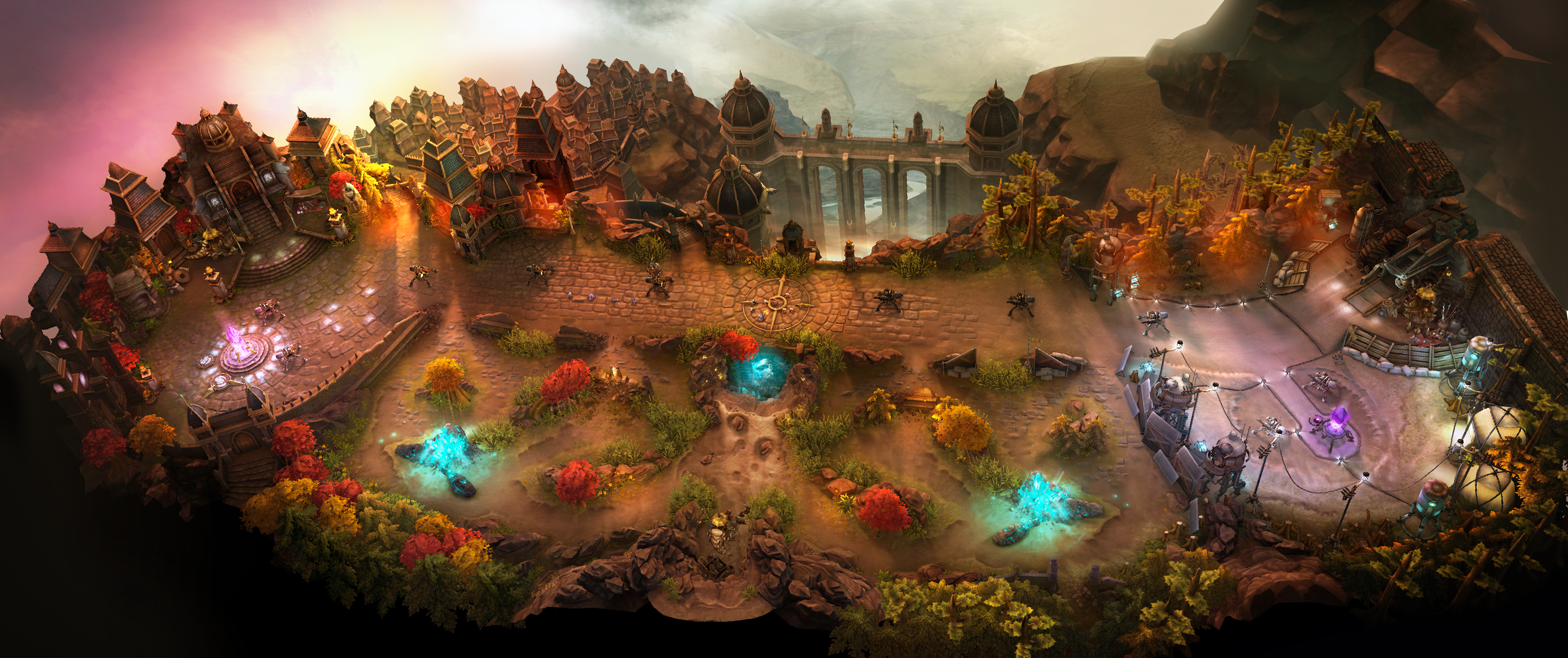
نقشه یک بازی واینگلوری با دو پایگاه تیم، یک خط، یک جنگل

لیگ افسانه‌ها در اکتبر ۲۰۰۹ توسط رایت گیمز منتشر شد و به عنوان اولین گیم محبوب مستقل در این سبک شناخته می‌شود، دوتا ۲ در سال ۲۰۱۳ منتشر شد و به عنوان یک بازی «اکشن، استراتژی عمل همزمان» توسط شرکت ولو معرفی شد. در سال ۲۰۱۵ قهرمانان طوفان توسط بلیزارد انترتینمنت به انتشار رسید.

## گیم پلی
بازیکن یک واحد قدرتمند به نام «قهرمان» در بازی را کنترل می‌کند. هنگامی که یک قهرمان در نزدیکی یک دشمن کشته شده می‌ایستد از آن امتیاز تجربه (experience point) بدست می‌آورد که اجازه می‌دهد تا قهرمان به سطح بالاتر برود. هنگامی که یک قهرمان به سطح بالا (level up) می‌رود توانایی‌های خود را تقویت می‌کند. هنگامی که یک قهرمان می‌میرد تا زمانی که دوباره زنده بشود باید در زمان تعیین شده صبر کند.

## نقش‌ها
در بسیاری از بازی‌های نبرد برخط چندنفره چندین شخصیت قابل بازی وجود دارد. Carry، جادوگر، Tank، پشتیبانی / شفادهنده و Jungler که در هر بازی این نقش‌ها متفاوت است اما مفهوم کلی یکیست.
Carry، بازیکنی است که با نام dps (آسیب در ثانیه) شناخته می‌شود و شخصیتی است که در واقع منبع قدرت فیزیکی در جنگ برای تیم است. آن‌ها وسایل (آیتم) و ارتقا می‌خرند که قدرت آسیب زدن بیشتری به نیروها و اهداف دشمن دارند. نقش Mage یا جادوگر یک بازیکن است که به‌طور معمول بیشترین آسیب را در جنگ به تیم دشمن می‌زند. تفاوت اصلی بین mage و carry نوع آسیب آن‌ها و چگونگی آسیب می‌باشد. carry بر سرعت حمله تمرکز دارد ولی جادوگر با اجرای افسون آسیب می‌زند.
بازیکن Tank دارای نقطه سلامتی و زره زیاد است تا در جنگ مدت بیشتری زنده بماند.
بازیکن پشتیبانی یا شفادهنده (Support/ Healer) آسیب کمتری به دشمن می‌زند و بیشتر به هم تیمی‌ها کمک می‌کند.
بازیکن Jungler (جنگلی) مسئول کشتن حیوانات نقشه و دفاع از خطوط است و به پیروزی در جنگ‌ها در خطها کمک می‌کند.